# メジロザメ
メジロザメ（目白鮫、学名：Carcharhinus plumbeus）はメジロザメ属に属するサメ。日本では別名であるヤジブカで呼ばれることが多い。

## 分布
全世界の温帯から熱帯の海に広く分布している。大西洋では最もよく見られる大型のサメの一つ。大西洋の東岸および西岸、アフリカ沿岸から地中海、ペルシア湾、紅海を含め、東南アジア、オーストラリア、ハワイ、ガラパゴス諸島そして太平洋の東岸にまで広がる。

## 形態
最大で全長2.4~3m。体重117.9kg。平均的には1.8m以下。雄は130 - 180cm、雌は145 - 180cmで成熟する。形態的には第一背鰭が大きいことが特徴である。背側の体色は灰色で、腹側に行くにつれて白色になる。

## 生態
基本的に海底付近で生活し、海表面までは上がってこない。英名の"Sandbar"が指す通り、ゴツゴツした岩場やサンゴ礁よりも平らな砂地を好むようである。大陸棚や島の周囲に生息するが、漁港や河口付近にも出現する。底生の小魚や頭足類、甲殻類を主な餌としている。エイや小型のサメも捕食対象になる。夜間、活発に泳ぎ回って餌を探す。
胎生。雌は8 - 12ヶ月の妊娠期間を経て、約60cmの子どもを6 - 13尾産む。産まれてからしばらくはオオメジロザメなど大形のサメの捕食対象になるが、成魚になると天敵はほとんどいない。

## 人との関わり
小さな餌を好むことと、ビーチや海の表面にあまり近づかないことから、人間に対する危険性はほとんどない。ただしやや大型のサメであるため、全く危険でないとは言いきれず、手出しすべきではない。時に襲うこともあり、興奮すると突然噛み付くことがある。